# Plagithmysus forbesii
Plagithmysus forbesii là một loài bọ cánh cứng trong họ Cerambycidae.